# Сидоров, Антон Валерьевич
Антон Валерьевич Сидоров (род. 4 мая 1975 года), более известный под псевдонимом Maestro A-Sid — российский музыкант, рэп-исполнитель, продюсер и композитор.

## Биография
Антон Сидоров начал свою карьеру в музыке в конце 1990-х годов в составе петербургского рэп-коллектива «СТДК». Первая запись была на альбоме «По понятиям бандиско», где музыкант, по мнению критиков, отличался своеобразной манерой исполнения, смешивая хип-хоп, соул, битбокс и регги.
Но с распадом группы все участники ушли в сольные проекты. Тогда Maestro A-Sid начал сотрудничество с объединением Kitchen Records, участвуя в записях песен участников группы Krec — Фьюза и Ассаи, а также Смоки Мо. В качестве приглашённого музыканта он также выступал на их концертах, выполняя роль второго MC. Из совместных работ того времени — треки «По реке», «Искры», «Манекен», «90.1», «Для двоих», «Всё будет хорошо», «Аперитив», «На посту», «Я буду помнить тебя» и другие. За это творчество музыкальные издания стали называть Антона Сидорова «четвёртым участником Krec».
В 2004 году Maestro A-Sid стал полуфиналистом «Пятого официального баттла hip-hop.ru», а годом позже выиграл следующий сезон баттла, взяв в финале реванш у рэпера Дуни. В 2006 году портал Rap.ru включил Maestro A-Sid в число 10 самых перспективных рэперов страны.

Практически честь, ум и совесть нынешнего хип-хопа. Из толпы МС, помимо безусловных умений, его выделяет основной стержень собственного творчества – позитив. Нет, конечно, A-Sid умеет поддать и пошляка и грубияна, но в целом его амплуа – добряк, который читает рэп, поет или изображает вертолет исключительно в свое удовольствие. Беда в том, что этот легко идущий на контакт певец/мс/битбоксер (кстати, один из лучших в стране) совсем не обеспокоен своей карьерой. Как и большинство рэпперов в России, он реализуется в другом, а хип-хоп – для души.
— Rap.ru

В 2009 году у исполнителя вышел первый релиз, получивший название «До эфира», а в 2010-м — дебютный и единственный альбом «Позитивный настрой», в записи которого принимали участие Ассаи, Masta Bass, Dime, Mr M и Noize MC. Часть звуковой составляющей альбома подготовил битмейкер группы Krec Марат. 

Он сочиняет нестыдные песни о любви, которых в русском рэпе какой-то удивительный дефицит. У него необычное чувство юмора и правильный подход к жизни — вместо затасканного ярлычка «позитив» будет лучше употребить слово «оптимизм». Ему уже не по возрасту играть в хастлера или пушера — плохой аппетит дочки волнует артиста гораздо больше мифических респектов на районе. Наконец, он отличный рассказчик — тому подтверждение спрессованная до пяти минут история всего питерского хип-хоп движения «Моим тусам».
— Николай Редькин, Rap.ru

После некоторого перерыва в 2011 году рэпер участвовал в очередном «Девятом официальном баттле hip-hop.ru» и дошёл в нём до полуфинала.
В последующие годы Maestro A-Sid отошёл от баттлов и рэп-концертов, посвятив себя работе продюсированию и записи альбомов других музыкантов, а также работе в детском театре «АСМ-арт», где Антон Сидоров выступает в роли композитора и звукорежиссёра. Для постановок театра он написал более 250 детских песен. В театральной школе при этом же проекте Антон Сидоров преподаёт вокал.
Очередное возвращение к рэп-музыке произошло в 2018 году, когда Maestro A-Sid исполнил роль Харона в новом прочтении хипхоперы Ивана Алексеева «Орфей и Эвридика». В этом альбоме Антон Сидоров участвовал в записи четырёх треков. Критики отметили, что Maestro A-Sid в роли Харона звучал резче и убедительнее, чем его предшественник в версии 2016 года.
В рэп-альбоме «Дикая аллея» группы True Star, также вышедшем в 2018-м, Maestro A-Sid при участии Фьюза принял участие в записи песни «Ухожу в закат».

## Дискография
Сольные работы
- До эфира, EP (2009)
- Позитивный настрой (2010)
- Девочка-Фанк, EP (2021)

Участие в записи
- Krec — Нет волшебства (2004), песня «Манекен»
- Krec — По реке (2006), песни «Аперитив», «Письмо», «Ночь», «90.1», «Марафон», «Глазам по пути», «Весна», «По реке», «Ангел», «Музыка», «Лирик», «Искры»
- Смоки Мо — Планета 46 (2006), песня «Это все для меня»
- Ассаи — Лифт (2010), песня «Силуэт»
- Dime — Матч Пойнт (2010), песни «Так отдыхают», «Одноклассница», «Жизнь удалась», «Слушают нас»
- Noize MC  — Хипхопера: Орфей & Эвридика (2018), роль водителя Харона, песни «На вершине — мало места», «1000 москитов», «Кто кого?», «Иллюзии, сны, миражи»

## Видео
- Хип-хоп от первого лица, 5 серия. Maestro A-Sid